# عصب أنفي حنكي
العصب الأنفي الحنكي (بالإنجليزية: Nasopalatine nerve)‏ هو عصب يتَفرعُ من العقدة الجناحية الحنكية.

## مساره
ويخرج من الحفرة الجناحية الحنكية عبر الثقبة الوتدية ليدخل إلى التجويف الأنفي. ويمر عبر سقف التجويف الأنفي أسفل فتحة الجيب الوتدي ليصل إلى الجزء الخلفي من الحاجز الأنفي.  يمر من الأمام إلى الخلف على الحاجز الأنفي على طول أخدود على العظم الحاجزي، يمر بين السمحاق والغشاء المخاطي للجزء السفلي من الحاجز الأنفي. ثم يمر عبر الحنك الصلب من خلال النزول عبر النفق القاطعي ليصل إلى سقف الفم.